# Hjalmar Bergman
Hjalmar Fredrik Elgérus Bergman (Örebro (Suecia), 19 de septiembre de 1883-Berlín (Alemania), 1 de enero de 1931) fue un escritor y dramaturgo sueco.

## Biografía
Bergman nació en Örebro, hijo de un banquero. Realizó estudios de Historia y Filosofía en la Universidad de Upsala. Entre 1901 y 1907 vivió en Florencia. A partir de 1910, se volvió muy popular en Suecia con obras como La puerta, Casa de juego, Juego de marionetas o La saga, La familia Swedenhielm, Parisina, Los Marcurell, Amor a través de una ventana, entre otras. Bergman estuvo casado con la hija del actor y productor August Lindberg.
Después de fracasar en Hollywood como guionista, Bergman cayó en el alcoholismo, lo que lo llevó a morir prematuramente a los 47 años.

## Obras selectas
- Clownen Jac (1930)
- Swedenhielms (1925)
- Chefen fru Ingeborg (1924)
- Farmor och vår Herre (1921)
- Markurells i Wadköping (1919)
- Marionettspel (1917)
- Hans nåds testamente (1910)
- Amourer (1910)
- Maria, Jesu moder (1905)

## Traducciones
- La familia Swedenhielm, en Teatro sueco, Madrid, Aguilar, 1967.
- Jack el Payaso, Mishkin Ediciones, Madrid, 2015. Traducción: Elda García-Posada